# Гура-Доброджей
Гура-Доброджей (рум. Gura Dobrogei) — село у повіті Констанца в Румунії. Входить до складу комуни Коджалак.
Село розташоване на відстані 192 км на схід від Бухареста, 35 км на північ від Констанци, 112 км на південь від Галаца.

## Населення
За даними перепису населення 2002 року у селі проживали 172 особи, усі — румуни. Усі жителі села рідною мовою назвали румунську.